# Hiện tượng quan sát thấy UFO ở Úc
Đây là danh sách những trường hợp nhìn thấy UFO ở Úc.

## Thập niên 1960
- Ngày 19 tháng 1 năm 1966, có người nông dân đến từ Tully, Queensland báo cáo chính ông ta vừa trông thấy một vật thể lớn hình chiếc đĩa, cũng như cái gọi là "tổ" lau sậy trong đầm lầy nơi phát hiện ra chiếc UFO này.[1]
- Ngày 6 tháng 4 năm 1966, nhiều học sinh và vài nhân viên tại Trường Trung học Westall ở Clayton South, Victoria cho biết họ đã nhìn thấy một chiếc UFO bay qua trường của họ rồi rơi xuống bãi cỏ gần đó.

## Thập niên 1970
- Vụ mất tích của Frederick Valentich xảy ra vào ngày 21 tháng 10 năm 1978, khi Frederick Valentich, 20 tuổi, biến mất khi đang lái một chiếc máy bay Cessna 182 nhỏ qua Eo biển Bass đến Đảo King. Được mô tả là "người đam mê đĩa bay", Valentich thông báo với Đài kiểm soát không lưu Melbourne rằng anh ta đang đi cùng với một chiếc máy bay không xác định thế nhưng sau đó thì mất liên lạc ngay lập tức.

## Thập niên 1980
- Ngày 21 tháng 1 năm 1988, một gia đình nọ trình báo đã nhìn thấy UFO khi đi ngang qua Đồng bằng Nullarbor ở Nam Úc. Họ mô tả vật thể này trông giống như một "quả bóng lớn phát sáng".[2]

## Thập niên 1990
- Ngày 8 tháng 8 năm 1993, một phụ nữ tên là Kelly Cahill ở Melbourne cho biết mình đã tận mắt chứng kiến một chiếc phi thuyền lớn đang lơ lửng trên đường khi bà và chồng lái xe đi qua Dãy núi Dandenong nằm gần Belgrave, Victoria.[3][4][5]